# Jane Spencer

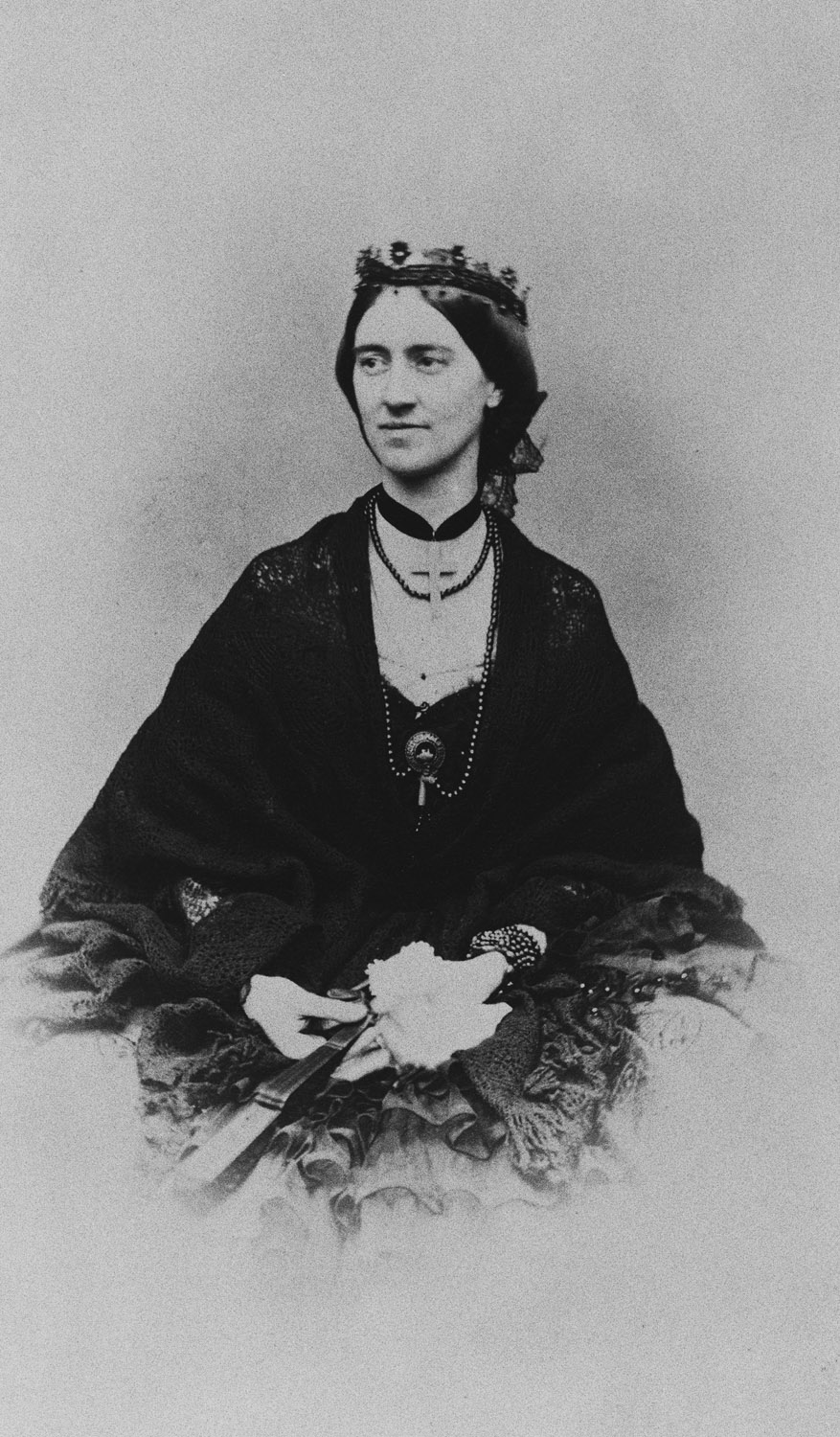
Jane, Baroness Churchill (1826-1900), Darmstadt 1862

Jane Spencer, baronessan Churchill, född Conyngham 1 juni 1826, död 24 december 1900 på Osborne House på Isle of Wight, var en brittisk hovfunktionär. Hon var en av drottning Viktorias favorithovdamer 1854-1900.

## Biografi
Jane Spencer var dotter till Earl of Mount Charles och Lady Jane Paget, och gifte sig 1849 med Francis Spencer, 2nd Baron Churchill, med vilken hon fick en son. 
Hon var hovdam, Lady of the Bedchamber, åt drottning Viktoria av Storbritannien mellan 1854 och 1900, och beskrivs som dennas förtrogna gunstling och rådgivare. Hon ska ha varit Viktorias mest inflytelserika hovdam, och var också den medlem ur hennes hov som tjänstgjorde längst tid. Hon närvarade vid officiella uppdrag och agerade ofta som mellanhand i Viktorias kommunikation med sitt hov och hushåll från 1861 och framåt, då Viktoria som änka isolerade sig alltmer. Hon var på grund av sina medlaruppdrag inom hovet en illa omtyckt men respekterad person vid det brittiska hovet. Hon beskrivs som värdig, diskret och självuppoffrande, då Viktoria ställde mycket höga krav på att hennes personal skulle offra all sin tid på sin hovtjänst.